# Території пріоритетного розвитку
Терито́рія пріорите́тного ро́звитку — територія, на якій склалися несприятливі соціально-економічні умови та екологічні умови, незадовільний стан зайнятості населення і на якій запроваджується спеціальний режим інвестиційної діяльності для створення нових робочих місць.
Територія пріоритетного розвитку — це частина території України в межах однієї адміністративно-територіальної одиниці, окрім випадку, передбаченого частиною 2 статті 8 цього Закону, на якій протягом відповідного часу встановлюється спеціальний правовий режим економічної діяльності та яка визначається за наступними критеріями:
- наявністю вільної території, на якій можливе здійснення господарської діяльності, що призведе до збільшення бюджету відповідної адміністративно- територіальної одиниці;
- є необхідність створення додаткових робочих місць;
- має місце нестача інтелектуального ресурсу для ефективного управління територією;
- відбулося припинення застарілих не конкурентоспроможних виробництв;
- сталося техногенне або стихійне лихо, внаслідок якого економіка території значно погіршилася.
 Інвестиційна діяльність на території пріоритетного розвитку — сукупність практичних дій громадян, юридичних осіб і держави щодо реалізації інвестиційного проекту на такій території;
Інвестиційний проект (бізнес-план) — документ, який містить комплекс взаємопов'язаних у часі та узгоджених з наявними ресурсами (зокрема природними, виробничими, фінансовими, інформаційними) заходів щодо їх залучення та спрямування в об'єкт господарської діяльності на території пріоритетного розвитку;
Інвестор території пріоритетного розвитку — суб'єкт інвестиційної діяльності, який ухвалив рішення про вкладення власних, або залучених майнових та інтелектуальних цінностей в об'єкт інвестування;
Об'єкт інфраструктури території пріоритетного розвитку — це будь-який об'єкт, незалежно від форми власності, який надає або розподіляє послуги для здійснення господарської діяльності та в інтересах населення, у тому числі водопостачання, каналізація, енергопостачання, постачання палива, зв'язку тощо.
В Україні створення територій пріоритетного розвитку (ТПР) розпочалося з Указу Президента України «Про спеціальні економічні зони і спеціальний режим інвестиційної діяльності в Донецькій області» від 18.06.1998 р. № 650/98 та, що його замінив, Закону України «Про спеціальні економічні зони та спеціальний режим інвестиційної діяльності в Донецькій області» від 24.12.1998 р. № 35б-XIV. Згодом ТПР почали створюватися в Донецькій, Закарпатській, Волинській, Чернігівській, Сумській, Луганській, Житомирській областях, Автономній Республіці Крим, у м. Харкові. На 2010 рік було створено 72 таких територій, на 12 ТПР в Донецькій, Житомирській і Луганській областях суб'єкти господарювання так і не розпочали своєї діяльності.
ТПР створюються в регіонах де відбувається реструктуризація гірничодобувних підприємств, підприємств військово-промислового комплексу, ліквідація руйнівних наслідків техногенних і екологічних катастроф, розвиток сфери виробництва, охорони здоров'я, відпочинку та туризму.
Статус ТПР набувається на певний період. На них створюється спеціальний режим інвестиційної діяльності, передбачаються заходи для заохочення суб'єктів господарювання, що працюють за цими законами. Підприємства, що створюють на цих територіях свої виробництва й додаткові робочі місця, користуються пільгами, установленими державними і місцевими органами влади.